# Farai Mbidzo
Farai Mbidzo (* 6. Oktober 1972 in Salisbury) ist ein simbabwischer Fußballspieler. 
Der defensive Mittelfeldspieler begann 1983 bei den Black Aces mit dem Fußballspielen, wo er später in die erste Mannschaft aufstieg und bis 1993 spielte. Bei Circle United spielte er zwischen 1994 und 1995, zwischen 1996 und 1997 bei CAPS United. 
Im Sommer 1997 wechselte der gelernte Industriemechaniker nach Deutschland zum Bonner SC. Hier spielte er nur eine Saison, wartete oft vergeblich auf sein Gehalt. Es folgte der Wechsel zum VfB Leipzig, wo er die Rückennummer 25 trug. Trainer Hans-Ulrich Thomale bescheinigte ihm großes Potential, bemängelte aber die fehlende Durchsetzungsfähigkeit.
Zur Saison 2001/02 wechselte Mbidzo zum VfB Lübeck. Hier bestritt er 41 Zweitliga- und 76 Regionalligaspiele; in der zweiten Liga gelang ihm ein Tor, in der Regionalliga traf er dreimal. Außerdem bestritt er für die Lübecker sechs Spiele im DFB-Pokal. Nach der Saison 2005/06 wechselte er in die zweite Mannschaft des VfB. 
In der Winterpause der Spielzeit 2006/07 schloss sich Mbidzo der zweiten Mannschaft des FC St. Pauli an.  
Für die Nationalmannschaft von Simbabwe bestritt Farai Mbidzo 1997 zwei Partien.
Farai Mbidzo, der Bob Marley als sein Vorbild bezeichnet, ist Frontmann der Reggae-Band Oneness.